# Pedicularis paxiana
Pedicularis paxiana är en snyltrotsväxtart som beskrevs av Hans Wolfgang Limpricht. Pedicularis paxiana ingår i släktet spiror, och familjen snyltrotsväxter. Inga underarter finns listade i Catalogue of Life.